# مزيقياء
مزيقياء عمرو بن عامر بن حارثة الأزدي (نحو 50م - 158م): ملك مُعَمَّر، من ملوك كهلان. وهو الجد الرابع عشر للصحابي حسان بن ثابت الأنصاري، وكان حسان شديد الأفتخار به، وفيه يقول:«أَلَم تَرَنا أَولادَ عَمروِ بنِ عامِرٍ، لنا شَرَفٌ يَعلو عَلى كُلِّ مُرتَقي»، وقال:«يَمانونَ تَدعونا سَبا فَنُجيبَها، وَنَحنُ مُلوكُ الناسِ مِن عَهدِ تُبَّعٍ، إِذِ المُلكِ في أَبناءِ عَمروِ بنِ عامِرِ».ويظهر من هذا الشعر أن أبناء مزيقياء كانوا ملوكاً زمن التبابعة، ويعضد ذلك عدة نقوش، منها النص (ZI 75): والذي أشير فيه أن الملك السبئي إل شرح يحضب الثاني أرسل وفداً لملك غسان والأزد.وعثر على نقش بين العلا والمدينة المنورة بالخط النبطي (العربي المبكر) ذكر فيه (الحارث بن زيد مناة) ملك غسان (النقش: Dhuyayb 2005 no 65).كما عثر على نقش في جنوب فلسطين، جاء فيه: «أنا عدي ابن ثعلبة ملك غسان»، ويعتقد أنه للملك ثعلبة بن عمرو بن جفنة بن علية بن مزيقياء (النقش: (U. Avner).
كان لمزيقياء زعامة الأزد في زمانه، ويحكى أن له تحت سد مأرب من الحدائق ما لا يحاط به، وكانت الجارية تمشي من بيتها وعلى رأسها مكتل فيمتلئ فاكهة من غير أن تمس شيئا منها. وكانت له ولأخيه من قبله بادية كهلان من اليمن، وقد استقلوا برئاسة مأرب زمن الصراع اليمني في النصف الثاني من القرن الأول،وجاء في النقش (Ja 735):«سبأ كهلان بهجرة مأرب وأوديتها، كهلان الأسد (الأزد) [... خرب أول السطر الثاني] في الأرض المروية».وقد تملك مزيقياء ملك كهلان بمأرب بعد وفاة أخيه الكاهن عمران بن عامر سنة 68 ميلادي.
عاش مزيقياء دهرا طويلاً، وازدحم بنوه عليه ومات بعض أولاده وأحفاده، وهو باقٍ. وضعفت مأرب في أيامه، فتغلب بدو كهلان، وعاثوا وأفسدوا، فذهب الحفظة (القائمون بصيانة سدّ بمأرب) وأهمل أمره فخرب، وقد وثق الانهيار في أوائل زمن الملك ذمار علي يهبر في النصف الأول من القرن الثاني الميلادي (النقش: RES 4775). وبدأت هجرة الأزد من تلك الديار، ورحل مزيقياء بجموع منهم فنزلوا بلاد عك، فاعتلّ مزيقياء ومات. فلما هلك، تفرق الأزد، فسمي مزيقيا لتمزق الأزد في زمانه في البلاد،وفي ذلك قال محمد الكلبي: «سمي مزيقيا، حين مزقهم الله عز وجل، وهو قوله تعالى: ومزقناهم كل ممزق»،وقد أيد المستشرق نولدكه هذا التفسير.

## نسبه
اختلف في نسب مزيقياء على قولين، هما:
- عمرو بن عامر بن حارثة بن امرئ القيس بن ثعلبة بن مازن بن الأزد بن الغوث بن نبت بن مالك بن زيد بن كهلان، وهو قول ابن إسحاق وابن الكلبي.[20][21]
- عمرو بن عامر بن حارثة بن امرئ القيس بن ثعلبة بن مازن بن عبد الله بن الأزد بن الغوث بن نبت بن مالك بن زيد بن كهلان، وهو قول ابن قتيبة.[22]

## سلالته
أولد مزيقياء: جفنة، والحارث، وحارثة، ومالك، وكعب، وأبو حارثة، وعوف، وذهل، ويقال من ولده أيضا: عمران، ووادعة. أما سبط ابن الجوزي فلا يرى جميعهم أولاد مزيقياء صليبة، ومن ثبت أنهم من صلبه (الحارث ومالك وحارثة وثعلبة)، وفي ذلك قال سبط ابن الجوزي:«الحارث ومالك وحارثة وهم أولاد عمرو لصلبه، ومات عمرو قبل أن يرجع إليه الرواد، ولما احتضر استخلف ولده ثعلبة».ومن قبائل مزيقياء الآتي:
- آل غسان
  - جفنة بن عمرو، وبنوه ملوك الغساسنة بالشام.[25]أما أبو عبيدة والمدائني زعموا أن جفنة حفيد مزيقياء، وقالوا:«جفنة بن علية بن عمرو بن عامر».[26][27]
  - الحارث بن عمرو مزيقياء، ويقال لبنوه آل المحرق،[28] ويزعم إنه أول من فرض الحرق عقاباً على قومه، وبنوه بالشام،[29][30] عدا الفطيون وهم بيت في الأنصار بالمدينة المنورة، ومنهم من الأعلام خلق، قال ابن حزم:«بنو الحارث بن عمرو مزيقياء: هم أهل بيت مع الأنصار بالمدينة».[31]ويقال إن الفطيون من اليهود وليس من ولد المحرق.[32]
  - عوف بن عمرو بن عامر، قال ابن الكلبي: «عَوْف بن عَمْرو مُزَيْقِياء بن عامر بالشَّامِ، وَهُمْ قَليلٌ».[33]
  - مالك بن عمرو، وهم بالشام.
  - بنو كعب بن عمرو، قال ابن الكلبي: «ولد كعب بن عمرو مزيقياء بن عامر : ثعلبة ، ومالكاً ، وأمرأ القيس،  وجبلة». ومنهم السمؤال الشاعر، وهم في الغساسنة.[34]

قال ابن الكلبي: «بنو جفنة بن عمرو، والحارث بن عمرو، ومالك بن عمرو، وعوف بن عمرو بن عامر بن حارثة، وهم الذين يدعون غسّان الشام»،وقال ابن حزم:«ولد عمرو بن عامر يدعون غسّان، حاشا أبا حارثة، وحارثة، وعمران، وثعلبة العنقاء، ووادعة، وذهل؛ فليسوا غسّان، ولم يشربوا من ذلك الماء. فغسّان هم: بنو الحارث، وجفنة، ومالك، وكعب».
- بنو قيلة
  - الأوس بن حارثة بن ثعلبة بن عمرو.[37]
  - الخزرج بن حارثة بن ثعلبة بن عمرو.[38]
- بنو الحارث بن كعب
  - الحارث بن كعب بن أبي حارثة بن عمرو، قال ابن الكلبي: «إن عمرو بن عامر قال لباقي ولده: من كان منكم يريد عيشا أينا و حرما أمنا فليلحق بالأبرقين ناحية نجران، فلحقت به بنو الحرث بن كعب بن أبي حارثة بن عمرو بن عامر».[39]وقال أبو المنذر الصحاري: «نجران وهم من بني الحارث بن كعب بن أبي حارثة بن عمرو بن عامر، وقد كانت بنو الحارث بن كعب قبل ذلك عند خروجهم من الجنتين، قد سكنوا نجران، فدخلوا في مذحج وانتسبوا فيهم، فهم يعرفون بني الحارث بن كعب بن عمرو بن علة بن مذحج، وهم ساكنو نجران».[40]
- بارق
  - بارق وهم بنو عدي بن حارثة بن عمرو.[41][42]
- ذهل بن عمرو
  - ذهل وهو وائل بن عمرو مزيقياء، قال ابن حزم: «فولد عمرو مزيقياء بن عامر ماء السماء بن حارثة الغطريف: ذهل بن عمرو وهو وائل، وقع ولده في نجران. فمنهم: إلياء أسقف نجران»،[43]وقال ابن الكلبي: «ذُهْلاً وهْو وائِل، فَوَقَع ذُهْل الى نَجْرَانَ، فَمنِهم أليّا أسْقُف نَجْرَان».[44]
- خزاعة
  - عمرو بن ربيعة لحي بن حارثة بن عمرو.[45]
  - أفصى بن حارثة بن عمرو، ومنهم:[46]
    - أسلم بن أفصى بن حارثة بن عمرو.
    - ملكان بن أفصى بن حارثة بن عمرو.
- عمران بن عمرو
  - الأسد بن عمران، وهم قبائل في تهامة شكر وزهران، قال أبو محمد الهمداني: «سراة الحال لشكر: نجدهم خثعم، وغورهم قبائل من الأسد بن عمران، ثم سراة زهران».[47]
    - العتيك بن الأسد، وهم متفرقين في بجيلة وخثعم، قال أبو المنذر الصحاري: «ولد العتيك بن الأسد بن عمران بن عمرو بن عامر، رجلين: الحارث بن العتيك، ولد ثلاثة نفر: مالكا وسعدا وجشما، فوقع عوف - بن العتيك - وولده في بجيلة وفي قيس وفي خثعم».[48]

## الهجرة
هاجرت الأزد من اليمن في القرن الثاني للميلاد، ونزحوا على أثر فيضان يسمى سيل العرم، تحت قيادة زعيمهم عمرو مزيقياء، من مأرب نحو الشمال، ويذكر ابن قتيبة هجرتهم قائلاً:« خرج عمرو بن عامر مزيقياء من اليمن في ولده وقرابته، ومن تبعه من الأزد، اتبعوا بلاد عك وملكهم يومئذ سملقة، وسألوهم أن يأذنوا لهم في المقام حتى يبعثوا من يرتادون لهم المنازل ويرجعون إليهم، فأذنوا لهم فوجه عمرو بن عامر ثلاثة من ولده: الحارث بن عمرو ومالك بن عمرو وحارثة بن عمرو، ووجه غيرهم روادا. فمات عمرو بن عامر بأرض عك قبل أن يرجع إليه ولده ورواده. واستخلف ابنه ثعلبة بن عمرو، وأن رجلا من الأزد يقال له: جذع بن سنان احتال في قتل سملقة، ووقعت الحرب بينهم فقتلت عك أبرح قتل. وخرجوا هاربين».
وقبل وفاة مزيقياء أوصى بنوه، وفي ذلك قال ابن الكلبي: «جمع عمرو بن عامر بنيه، فقال لهم: يا بني إنّي قد علمت أنّكم ستتفرقون من منزلكم هذا بعدي. فمن كان منكم ذا همّ بعيد وجمل شديد ومزاد حصيد فليلحق بكاس وكود فلحقت وادعة ابن عمرو بأرض همدان. ثم قال: من كان منكم ذا همّ مدنّ وأمر ذي عنّ فليلحق بأرض شن‌، فلحقت بارق - واسم بارق عوف بن عدي بن حارثة - وقال بعض النسّاب: سعد بن عدي بن حارثة بن عمرو بن عامر - ونزل معهم بنو مالك وشبيب ابنا عمرو بن عدي بن حارثة، وبارق جبل نزله سعد فسموا به. ولحقت أسد شنوءة بالسراة». وذكر ابن إسحاق نحو ذلك قائلاً: «أن عمرو بن عامر - وهو عم القوم - كان كاهنا، فرأى في كهانته أن قومه سيمزقون ويباعد بين أسفارهم . فقال لهم : إني قد علمت أنكم ستمزقون ، فمن كان منكم ذا هم بعيد وجمل شديد ، ومزاد جديد - فليلحق بكاس أو كرود، قال: فكانت وادعة بن عمرو. ومن كان منكم ذا هم مدن، وأمر دعن، فليلحق بأرض شن،  فكانت عوف بن عمرو بن عدي، وهم الذين يقال لهم: بارق. ومن كان منكم يريد عيشا آنيا، وحرما آمنا، فليلحق بالأرزين، فكانت خزاعة. ومن كان منكم يريد الراسيات في الوحل، المطعمات في المحل، فليلحق بيثرب ذات النخل. فكانت الأوس والخزرج، وهما هذان الحيان من الأنصار. ومن كان منكم يريد خمرا وخميرا، وذهبا وحريرا، وملكا وتأميرا، فليلحق بكوثي وبصرى، فكانت غسان بنو جفنة ملوك الشام. ومن كان منهم بالعراق».

### الاستقرار في البلاد الجديدة
تفرقت الأزد بعد معاركهم مع عك، فنزل بنو نصر ومعهم بارق تهامة وما ولاها من جبال تهامة والسراة، وفي ذلك قال الحموي: «سارت قبائل نصر بن الأزد وهم قبائل كثيرة، منهم: دوس رهط أبي هريرة، وغامد، وبارق، وأحجن، والجنادبة، وزهران وغيرهم نحو تهامة، فأقاموا بها. وشنئوا قومهم أو شنئهم قومهم، إذ لم ينصروهم في حروبهم، أعني حروب الذين قصدوا مكة فحاربوا جرهم، والذين قصدوا المدينة فحاربوا اليهود».أما من نزحوا إلى مكة فهم أباء خزاعة والأوس والخزرج والغساسنة ومالك بن فهم ومن لافاهم، فنخزعت خزاعة وأقامت مع خندف، ونزل الأوس والخزرج يثرب، واتجه الغساسنة إلى الشام، وفي مسيرهم قال ابن قتيبة: «صارت الأزد إلى مكة، وغلبوا جرهم على ولاية البيت، أقاموا زمانا ثم خرجوا، إلا خزاعة، فإنّها أقامت على ولاية البيت، فصار مالك بن فهم إلى العراق، فأقام ملكا على العراق عشرين سنة، ثم هلك، وملك ابنه جذيمة بن مالك الأبرش. وكان يقال له الأبرش والوضاح لبرص كان به وكان ينزل الأنبار ويأتي الحيرة ثم يرجع وكان لا ينادم أحدا».
وانفصل مالك بن فهم عنهم في تهامة مكة مع قوم من قضاعة فاتجهوا نحو العراق، وأسسوا حلف تنوخ، وفي ذلك قال حمزة الأصفهاني: «لما حدث سيل العرم تمزقت عرب اليمن من مدينة مأرب إلى العراق والشام، فكانت تنوخ وهم حي من أحياء الأزد  ممن تمزق إلى العراق، وذلك أنه أنفق مجيء مالك بن فهم بن غنم بن دوس بن عدنان الأزدی من بني نصر بن الأزد، ومجيء مالك بن فهم بن تیم الله أسد بن وبرة بن قضاعة في جمهور من قضاعة، لما افترقت قضاعة عن تهامة إلى البحرين، فقال مالك بن فهم الأزدي لمالك القضاعي: نقيم بالبحرين ونتحالف على من نوانا. فتحالفوا فسموا تنوخاً، وذلك في أيام ملوك الطوائف، فنظروا إلى العراق وعليها طائفة من ملوكها شاغرة، فخرجوا عن البحرين وسارت الأزد إلى العراق مع مالك بن فهم الأزدي، ثم سارت قضاعة مع ملك بن فهم القضاعي إلى الشام، فلملك القضاعيون طائفة من الشام ثمت سليح بن حلوان في قضاعة فصار الملك فيها، ثم منها في الضجاعمة وبقي الملك فيهم إلى أن غلب على الملك بنو جفنة. وتملك على تنوخ العراق مالك بن فهم في زمان ملوك الطوائف وكان منزله بالأنبار فبقى بها...فعقبه نعمان جذيمة مالك بن بن فهم، ثم ملك ابنه جذيمة بن مالك بن فهم، وكان ثاقب الرأي بعيد المغار شديد النكاية ظاهر الجزم، وهو أول من غزا بالجيوش. فشن الغارات على قبائل العراب».

#### الأنصار
وفي خبر نزول الأنصار يثرب، يقول الحموي: «عطف ثعلبة العنقاء بن عمرو بن عامر ماء السماء بن حارثة الغطريف بن امرئ القيس البطريق ابن ثعلبة البهلول بن مازن بن الأزد بن الغوث نحو الحجاز فأقام ما بين الثعلبية إلى ذي قار وباسمه سميت الثعلبية فنزلها بأهله وولده وماشيته ومن يتبعه فأقام ما بين الثعلبية وذي قار يتتبع مواقع المطر، فلما كبر ولده وقوي ركنه سار نحو المدينة وبها ناس كثير من بني إسرائيل متفرّقون في نواحيها فاستوطنوها وأقاموا بها بين قريظة والنضير وخيبر وتيماء ووادي القرى ونزل أكثرهم بالمدينة إلى أن وجد عزّة وقوّة فأجلى اليهود عن المدينة واستخلصها لنفسه وولده فتفرّق من كان بها من اليهود وانضموا إلى إخوانهم الذين كانوا بخيبر وفدك وتلك النواحي وأقام ثعلبة وولده بيثرب فابتنوا فيها الآطام وغرسوا فيها النخل فهم الأنصار الأوس والخزرج أبناء حارثة بن ثعلبة العنقاء بن عمرو مزيقياء».

### دلائل الهجرة

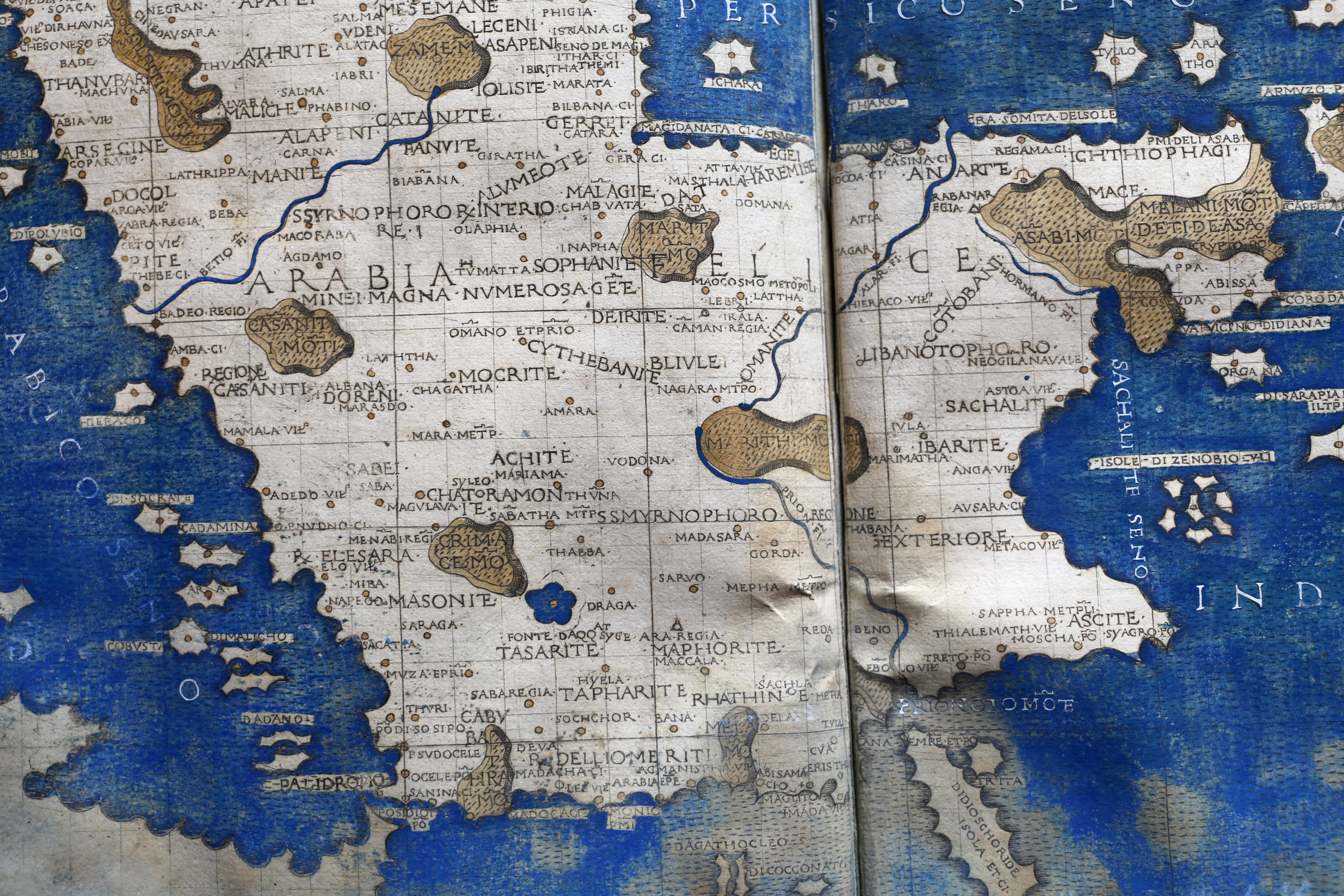
خريطة لشبه الجزيرة العربية تستند إلى ترجمة فرانشيسكو برلينغيري لجغرافية بطليموس. تقع مجموعة CASSANITAE (غساسنة)، جنوب نهر BADEO (على الأرجح وادي فاطمة)، حيث Macoraba (مكة) تقع في أعلى الوادي شرقا من جنوبه، بينما الغساسنة هم أسفله قرب مصبه. وتدعم هذا الخريطة قصة خروج الأزد وبني مزيقياء من مأرب إلى تهامة، ونزولهم موضع يقال له غسان، تسموا به، وبعد ذلك تفرقوا.

وجد المؤرخين المعاصرين دلائل لهجرة الأزد تدعمها في جغرافية كلوديوس بطليموس، حيث ماء غسان الذي نزلته الأزد في طريق هجرتها، ومكثت فيه فترة، ذكر الغساسنة في جغرافيا بطلميوس تحت اسم قوم عرب دُعِي "Kassanitai" أو "CASSANITAE"، وتسكن على مقربة من Macoraba (مكة)، وتقطن جنوب وادي يدعى "Baitios".وكان لقب الغساسنة يطلق على جميع من شرب من ماء غسان، ومكث حوله، ولكن اختص به لاحقاً الغساسنة في الشام. ولم تتفق المصادر العربية القديمة في تحديد مكان ماء غسان، فذهب الخليل بن أحمد وأبو محمد الهمداني وابن عبد ربه إلى أن غسان ماء بين المشلل وقديد شمال مكة، فلم يشرب منه إلا من تجاوز مكة، وفي ذلك قول الخليل بن أحمد: «غَسَّانٌ: ماء بالمشلل، من شرب منه من الأزد قيل: غَسَّانِيّ »، ومن انفصل من الأزد قبل ذلك لم يسمى به، وفي ذلك قال أبو المنذر الصحاري:«سار بهم ثعلبة بن عمرو ابن عامر فنزل على ماء يقال له غسان بين قديد والجحفة. واقاموا بها زمانا، فسموا بذلك الماء غسانا. وهو بالمشلل». وقيل: هو ماء باليمن بين رمع وزبيد. ومن الاختلاف يتضح أن الإخباريون لم يكونوا يعلمون موضع ماء غسان بالتحديد.
كما عثر ويليام وادينجتون على ثلاثة نقوش في دير اللبن في السويداء تعود لأفراد من قبيلة الغساسنة رقمها 2396a و2397 وWadd.2393 ويبدأ أحد النقوش بالولاء لقسطنطين العظيم، وذكر في آخر أن الأزد تركوا اليمن وانتجعوا سوريا وكان رئيسهم جفنة والأوس سنة 202م.